# EM i atletik 2010
EM i atletik 2010 er det 20. europamesterskab i atletik, som afholdes i perioden 27. juli – 1. august 2010 i Barcelona, Spanien.

## Medaljevindere

### Mænd
| Disciplin              | Guld                                                                           | Guld          | Sølv                                                                   | Sølv       | Bronze                                                               | Bronze     |
| ---------------------- | ------------------------------------------------------------------------------ | ------------- | ---------------------------------------------------------------------- | ---------- | -------------------------------------------------------------------- | ---------- |
| 100 meter              | Christophe Lemaître                                                            | 10.13         | Mark Lewis-Francis                                                     | 10.18      | Martial Mbandjock                                                    | 10.18      |
| 200 meter              | Christophe Lemaître                                                            | 20.37         | Christian Malcolm                                                      | 20.38 SB   | Martial Mbandjock                                                    | 20.42      |
| 400 meter              | Kevin Borlée                                                                   | 45.08 SB      | Michael Bingham                                                        | 45.23      | Martyn Rooney                                                        | 45.23      |
| 800 meter              | Marcin Lewandowski                                                             | 1:47.07       | Micheal Rimmer                                                         | 1:47.17    | Adam Kszczot                                                         | 1:47.22    |
| 1500 meter             | Arturo Casado                                                                  | 3.42.74       | Carsten Schlangen                                                      | 3.43.52    | Manuel Olmedo                                                        | 3.43.54    |
| 5000 meter             | Mo Farah                                                                       | 13:31:18      | Jesús España                                                           | 13:33:12   | Hayle Ibrahimov                                                      | 13:34:15   |
| 10000 meter            | Mo Farah                                                                       | 28:24.99      | Chris Thompson                                                         | 28:27.33   | Daniele Meucci                                                       | 28:27.33   |
| 110 meter hæk          | Andy Turner                                                                    | 13.28 SB      | Garfield Darien                                                        | 13.34 PB   | Dániel Kiss                                                          | 13.39      |
| 400 meter hæk          | David Greene                                                                   | 48.12 EL      | Rhys Williams                                                          | 48.96 PB   | Stanislav Melnykov                                                   | 49.09 PB   |
| 3000 meter forhindring | Mahiedine Mehkissi-Bennabad                                                    | 8:07.88 CR    | Boubadellah Tahri                                                      | 8:09:28    | José Luis Blanco                                                     | 8:19:15    |
| Maraton                | Viktor Röthlin                                                                 | 2:15:31       | José Manuel Martínez                                                   | 2:17:50    | Dimitry Safronov                                                     | 2:18:16    |
| 4 x 100 meter          | : Jimmy Vicaut Christophe Lemaitre Pierre-Alexis Pessonneaux Martial Mbandjock | 38.11 WL      | : Roberto Donati Simone Collio Emanuele di Gregorio Maurizio Checcucci | 38.17      | : Tobias Unger Marius Broening Alexander Kosenkow Martin Keller      | 38.44      |
| 4 x 400 meter          | : Maksim Dyldin Alexej Aksenov Vladimir Krasnov Pavel Trenichin                | 3:02.14       | : Conrad Williams Michael Bingham Martyn Rooney Robert Tobin           | 3:02.25    | : Arnaud Destatte Kevin Borlée Cédric van Branteghem Jonathan Borlée | 3:02.60    |
| 20 km gång             | Stanislav Emeljanov                                                            | 1:20:10       | Alex Schwazer                                                          | 1:20:38    | João Vieira                                                          | 1:20:49    |
| 50 km gång             | Yohann Diniz                                                                   | 3.40.37 SB    | Grzegorz Sudoł                                                         | 3.42.24 PB | Sergey Bakulin                                                       | 3.43.26 PB |
| Længdespring           | Christian Reif                                                                 | 8.47 WL/CR/PB | Kafétien Gomis                                                         | 8.24 PB    | Chris Tomlinson                                                      | 8.23 SB    |
| Trespring              | Phillips Idowu                                                                 | 17.81 PB      | Marian Oprea                                                           | 17.51      | Teddy Tamgho                                                         | 17.45      |
| Højdespring            | Aleksandr Schustov                                                             | 2.33          | Ivan Uchov                                                             | 2.31       | Martyn Bernard                                                       | 2.29       |
| Stangspring            | Renaud Lavillenie                                                              | 5:85          | Maksym Mazuryk                                                         | 5:80 SB    | Przemyslaw Czerwinksi                                                | 5:75 SB    |
| Kuglestød              | Andrej Michnevitj                                                              | 21:01         | Tomasz Majewski                                                        | 21:00      | Ralf Bartels                                                         | 20:93      |
| Diskoskast             | Piotr Małachowski                                                              | 68.87 CR      | Robert Harting                                                         | 68.47      | Róbert Fazekas                                                       | 66.43 SB   |
| Spydkast               | Andreas Thorkildsen                                                            | 88:37         | Matthias De Zordo                                                      | 87:81 PB   | Tero Pitkämäki                                                       | 86:67      |
| Hammerkast             | Libor Charfreitag                                                              | 80.02         | Nicola Vizzoni                                                         | 79.12      | Krisztián Pars                                                       | 79.06      |
| Tikamp                 | Romain Barras                                                                  | 8 453         | Eelco Sintnicolaas                                                     | 8 436      | Andrei Krautjanka                                                    | 8 370      |

### Kvinder
| Disciplin | Guld                                                                            | Guld           | Sølv                                                                   | Sølv        | Bronze                                                            | Bronze      |
| --- | ------------------------------------------------------------------------------- | -------------- | ---------------------------------------------------------------------- | ----------- | ----------------------------------------------------------------- | ----------- |
| 100 meter | Verena Sailer                                                                   | 11.10 PB       | Véronique Mang                                                         | 11.11 PB    | Myriam Soumaré                                                    | 11.18 PB    |
| 200 meter | Myriam Soumaré                                                                  | 22.31 EL, PB   | Yelizateva Bryzhina                                                    | 22,44 PB    | Aleksandria Fedoriva                                              | 22,44       |
| 400 meter | Tatiana Firova                                                                  | 49.89 PB       | Ksenija Ustalova                                                       | 49.92 PB    | Antonina Krivosjapka                                              | 50.10 SB    |
| 800 meter | Marija Savinova                                                                 | 1:58.22        | Yvonne Hak                                                             | 1:58.85 PB  | Jennifer Meadows                                                  | 1.59.39     |
| 1500 meter | Nuria Fernández                                                                 | 4:00.20 PB     | Hind Dehiba                                                            | 4:01.17     | Natalia Rodríguez                                                 | 4:01.30 SB  |
| 5000 meter | Alemitu Bekele                                                                  | 14:52.20 CR    | Elvan Abeylegesse                                                      | 14:54.44    | Sara Moreira                                                      | 14:54.71 PB |
| 10000 meter | Elvan Abeylegesse                                                               | 31:10.23 SB    | Inga Abitova                                                           | 31:22.83 SB | Jessica Augusto                                                   | 31:25.77    |
| 100 meter hæk | Nevin Yanit                                                                     | 12:63 NR       | Derval O'Rourke                                                        | 12:63 NR    | Carolin Nytra                                                     | 12:68       |
| 400 meter hæk | Natalia Antjuch                                                                 | 52.92 CR, PB   | Vanja Stambolova                                                       | 53.82 NR    | Perri Shakes-Drayton                                              | 54.18 PB    |
| 3000 meter forhindring | Julija Zarudneva                                                                | 9:17.57 CR     | Marta Domínguez                                                        | 9:17.74     | Ljubov Charlamova                                                 | 9:29.82 SB  |
| Maraton | Živilė Balčiūnaitė                                                              | 2:31:14 SB     | Nailja Julamanova                                                      | 2:32:15     | Anna Incerti                                                      | 2:32:48     |
| 4 x 100 meter | : Olesya Povh Natalija Pogrebnjak Marija Ryemyen Yelizaveta Bryzhina            | 42.29 WL       | : Myriam Soumaré Véronique Mang Lina Jacques-Sébastien Christine Arron | 42.45       | : Marika Popowicz Daria Korczynska Marta Jeschke Weronika Wedler  | 42.68       |
| 4 x 400 meter | : Tatiana Firova Anastasija Kapatjinskaja Antonina Krivosjapka Ksenija Ustalova | 3:21.26 WL     | : Janin Lindenberg Esther Cremer Fabienne Kohlmann Claudia Hoffmann    | 3:24.07     | : Nicola Sanders Marilyn Okoro Perri Shakes-Drayton Lee McConnell | 3:24.32     |
| 20 km gång | Olga Kaniskina                                                                  | 1:27:44        | Anisia Kirdjapkina                                                     | 1:28:55     | Vera Sokolova                                                     | 1:29:32     |
| Længdespring | Ineta Radēviča                                                                  | 6.92 NR        | Naide Gomes                                                            | 6.92 SB     | Olga Kutjerenko                                                   | 6.84        |
| Trespring | Olha Saladuha                                                                   | 14:81 EL       | Simona La Mantia                                                       | 14:56 SB    | Svetlana Bolsjakova                                               | 14:55 NR    |
| Højdespring | Blanka Vlašić                                                                   | 2.03 =CR       | Emma Green                                                             | 2.01PB      | Ariane Friedrich                                                  | 2.01        |
| Stangspring | Svetlana Feofanova                                                              | 4.75           | Silke Spiegelburg                                                      | 4.65        | Lisa Ryzih                                                        | 4.65 PB     |
| Kuglestød | Nadzeja Ostaptjuk                                                               | 20.48          | Natalia Michnevitj                                                     | 19.53       | Anna Avdejeva                                                     | 19.39       |
| Diskoskast | Sandra Perkovic                                                                 | 64,67          | Nicoleta Grasu                                                         | 63,48       | Joanna Wiśniewska                                                 | 62,37 SB    |
| Spydkast | Linda Stahl                                                                     | 66.81 PB       | Christina Obergföll                                                    | 65.58       | Barbora Špotáková                                                 | 65.36       |
| Hammerkast | Betty Heidler                                                                   | 76.38 SB       | Tatjana Lysenko                                                        | 75.65       | Anita Włodarczyk                                                  | 73.56       |
| Syvkamp | Jessica Ennis                                                                   | 6 823 CR EL PB | Nataliya Dobrynska                                                     | 6 778 PB    | Jennifer Oeser                                                    | 6 683 PB    |
| MR mesterskabsrekord \| NR national rekord \| OR olympisk rekord \| PR personlig rekord \| SB sæsonens bedste \| VDR verdensdelsrekord \| VR verdensrekord |                                                                                 |                |                                                                        |             |                                                                   |             |

## Medaljer
| 1  | Rusland        | 10 | 6  | 8  | 24  |
| 2  | Frankrig       | 8  | 6  | 4  | 18  |
| 3  | Storbritannien | 6  | 7  | 6  | 19  |
| 4  | Tyskland       | 4  | 6  | 6  | 16  |
| 5  | Tyrkiet        | 3  | 1  | 0  | 4   |
| 6  | Spanien        | 2  | 3  | 3  | 8   |
| 7  | Ukraine        | 2  | 3  | 1  | 6   |
| 8  | Polen          | 2  | 2  | 5  | 9   |
| 9  | Hviderusland   | 2  | 1  | 1  | 4   |
| 10 | Kroatien       | 2  | 0  | 0  | 2   |
| 11 | Belgien        | 1  | 0  | 2  | 3   |
| 12 | Letland        | 1  | 0  | 0  | 1   |
| 12 | Litauen        | 1  | 0  | 0  | 1   |
| 12 | Norge          | 1  | 0  | 0  | 1   |
| 12 | Slovakiet      | 1  | 0  | 0  | 1   |
| 12 | Schweiz        | 1  | 0  | 0  | 1   |
| 17 | Italien        | 0  | 4  | 2  | 6   |
| 18 | Holland        | 0  | 2  | 0  | 2   |
| 18 | Rumænien       | 0  | 2  | 0  | 2   |
| 20 | Portugal       | 0  | 1  | 3  | 4   |
| 21 | Bulgarien      | 0  | 1  | 0  | 1   |
| 21 | Irland         | 0  | 1  | 0  | 1   |
| 21 | Sverige        | 0  | 1  | 0  | 1   |
| 24 | Ungarn         | 0  | 0  | 3  | 3   |
| 25 | Aserbajdsjan   | 0  | 0  | 1  | 1   |
| 25 | Tjekkiet       | 0  | 0  | 1  | 1   |
| 25 | Finland        | 0  | 0  | 1  | 1   |
|    | Totalt         | 47 | 47 | 47 | 141 |

## Danske deltagere
Danmark stiller med 15 deltagere, 12 mænd og 3 kvinder.
Mænd
- Morten Jensen, længdespring
- Janick Klausen, højdespring
- Rasmus W. Jørgensen, stangspring
- Kim Juhl Christensen, kuglestød
- Jesper Simonsen, 100 m
- Nicklas Hyde, 400 m, 4 x 400 m
- Andreas Bube, 800 m, 4 x 400 m
- Morten Munkholm, 1500 m
- Jesper Faurschou, maratonløb
- Daniel B. Christensen, 4 x 400 m
- Jacob Fabricius Riis, 4 x 400 m
- Rasmus Olsen, 4 x 400 m

Kvinder
- Sara Slott Petersen, 400 m hæk
- Caroline Bonde Holm, stangspring
- Maria Sig Møller, 10.000 m

- Wikimedia Commons har flere filer relateret til EM i atletik 2010